# 엠마 베르트센
엠마 카팅카 레네 베르트센(스웨덴어: Emma Katinka Renée Wertsén, 1988년 10월 17일~)은 스웨덴의 전직 펜싱 선수로 주 종목은 에페이다. 2008년 하계 올림픽에 참가했으며 세계 선수권 대회에서 은메달 1개를 획득했다.
결혼 전 이름은 엠마 사무엘손(스웨덴어: Emma Samuelsson)이다.